# Akadêmia
Akadêmia est un ensemble français de musique baroque fondé en 1986 et dirigé par Françoise Lasserre. Son répertoire puise principalement parmi les œuvres des XVIIe et XVIIIe siècles.

## Historique
C'est en 1986 que Françoise Lasserre, flutiste et aussi chanteuse à la Chapelle royale, la formation de Philippe Herreweghe, a la révélation de la musique ancienne. Elle prend la direction d'un chœur amateur en Champagne-Ardenne et crée en 1986 Akadêmia avec l'appui de la région. L'ensemble donne ensuite de nombreux concerts en France, notamment les Passions de Bach au Festival de la Chaise-Dieu et à l'étranger, tout particulièrement en Inde.

## Discographie

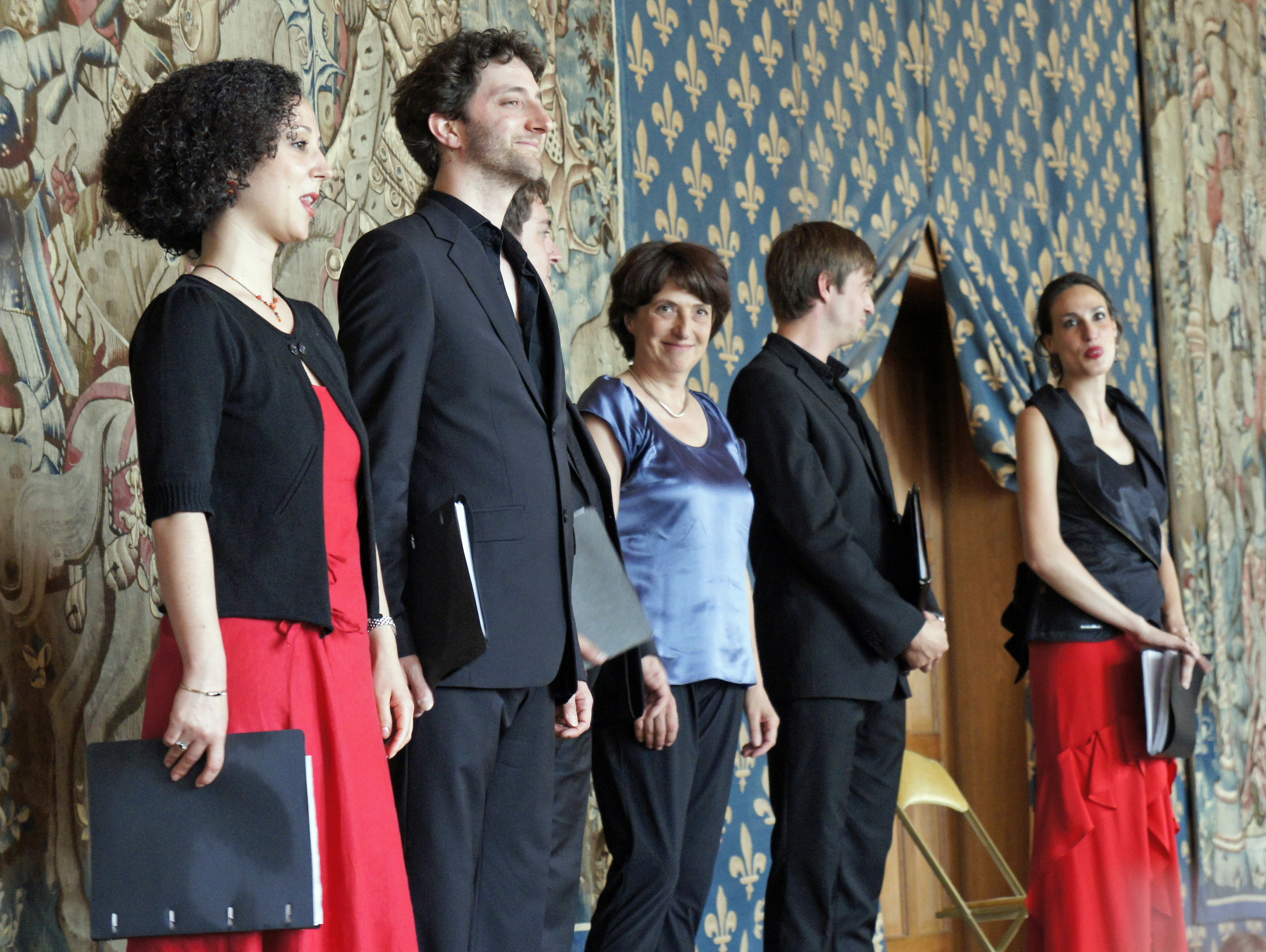
En 2012 à Reims avec Thierry Grégoire.

L'ensemble Akadêmia a enregistré pour les disques Pierre Verany et le label Zig-Zag Territoires. Le premier enregistrement est effectué en août 1988, avec le soutien de la Région Champagne-Ardenne et l'ORCA (Office régional culturel de Champagne-Ardenne), avec un programme Domenico Scarlatti (Stabat Mater) et Frank Martin (Messe à double chœur).
- Cavalli, Requiem : missa pro defunctis octo vocibus (1675) ; Musiche sacre : Antiphons pour la Vierge Marie (1656) (1993, Verany PV793052)[7] (OCLC 28623733)
- Cavalli, Vespro della beata Vergine - Catherine Greuillet, Marie-Claude Vallin, sopranos ; Pascal Berin, Vincent Darras, altos ; Bruno Boterf, Stephan van Dyck, tenors ; François Fauché, Renaud Delaigue, basses et avec La Fenice (2CD Verany PV 796042/43)[8] (OCLC 221843925)
- Palestrina, Vergine Bella, Motets & Madrigals - Laurent Stewart, orgue ; Catherine Greuillet, soprano ; Thierry Grégoire, Pierre Scima, alto (1994, Verany) (OCLC 690669256)
- Palestrina, Canticum canticorum, Quatrième livre de motets à cinq voix, Rome 1584 (mai 1995, Verany PV795092)[9] (OCLC 658560935)
- Monteverdi, Vespro per la Salute (novembre 1996, Verany PV797031/32)[10]
- De Johann à Johann Sebastian Bach : motets de Johann Michael Bach, Johann Bach, Johann Christoph Bach et Jean-Sébastien Bach (BWV 118) - avec l'Ensemble La Fenice (7-11 juillet 1997, Verany)[11] (OCLC 78264251)
- Schütz, Requiem - Carolline Pelon et Francoise Masset, soprano ; Christopher Laporte, alto ; Hans-Jorg Mammel, Herve Lamy, ténors ; Phillipe Roche, Jean-Louis Georgel, basses (1999, Verany PV799011)[12] (OCLC 809626932)
- Schütz, Die 7 Worte Jesu Christi am Kreuz (janvier 2000, Verany PV700013)[13] (OCLC 868985685)
- Schütz, Erlösers und Seligmachers Jesu Christi (2002, Zig-Zag Territoires ZZT030101) (OCLC 51930824)
- Schütz, Historia der Geburt Jesu Christi, SWV 38, 309, 333, 435, 468, 475 (5-9 janvier 2004, Zig-Zag Territoires) (OCLC 228814081)
- Monteverdi, Combattimento di Tancredi & Clorinda ; Lamento della ninfa ; ed altri madrigali - Guillemette Laurens, mezzo-soprano ; Jan van Elsacker et Hervé Lamy, ténors (12-16 décembre 2004, Zig-Zag Territoires) (OCLC 81078126)
- Landi, La morte d'Orfeo : tragicommedia pastorale - Cyril Auvity ; Guillemette Laurens ; Dominique Visse (2007, 2CD Zig-Zag Territoires) (OCLC 638468628)
- Bach, Cantates BWV 12, 78, 150 et Motet BWV 118 - Veronika Winter, soprano ; Damien Guillon, alto ; Marcel Beekman, ténor ; Benoît Arnould, baryton (3-5 décembre 2008/5-7 janvier 2009, Zig-Zag Territoires) (OCLC 378507460)

Akadêmia collabore également avec le Concerto Italiano et Rinaldo Alessandrini :
- Vivaldi, Gloria, Magnificat, Concertos - Deborah York, Patrizia Biccire, sopranos ; Sara Mingardo, contralto ; Akadêmia et Concerto Italiano, dir. Rinaldo Alessandrini (2000, Naïve) (OCLC 179855869)
- Sara Mingardo, contralto (2002, Opus 111) (OCLC 52447809)